# Erik Tabery
Erik Tabery ml. (* 13. června 1977 Vimperk / České Budějovice) je český novinář a publicista, šéfredaktor týdeníku Respekt.

## Život
Narodil se ve Vimperku a dětství prožil v Českých Budějovicích. Je synem herce Erika Taberyho st. a režisérky Kristiny Taberyové (rozené Štěpánkové, dcery herce Zdeňka Štěpánka).
V redakci Respektu začal pracovat jako elév v roce 1997, po dvou letech se stal kmenovým členem redakce. Od roku 2009 je šéfredaktorem. Píše především komentáře o domácí politice, za které získal cenu Novinářská křepelka (2002) pro žurnalisty do 33 let věku. Za rok 2008 získal novinářskou Cenu Ferdinanda Peroutky, v letech 2010 a 2011 obdržel Novinářskou cenu.
Za svou publicistickou činnost obdržel Cenu Toma Stopparda a cenu Magnesia Litera.
Tabery se stal autorem námětu k dokumentu Tady je Šloufovo či k dokumentárnímu seriálu Generace nula.

## Publikace
- Vládneme, nerušit – Opoziční smlouva a její dědictví, Praha: Paseka, 2006, ISBN 80-7185-446-8. Kniha obdržela Cenu Toma Stopparda[4] a byla nominována na cenu Magnesia Litera za rok 2006 v kategorii publicistika.[6] V roce 2008 byla znovu vydána v rámci edice Respekt. Podle knihy Vládneme, nerušit vznikl dokumentární film, který získal cenu Trilobit.[4]
- Hledá se prezident – Zákulisí voleb hlavy státu, Praha: Respekt Publishing, 2008, ISBN 978-80-903766-7-0. Kniha se věnuje volbě českých prezidentů od roku 1918, ale s důrazem na léta 1993–2008. Kniha byla nominována na cenu Magnesia Litera.[8]
- Opuštěná společnost: Česká cesta od Masaryka po Babiše, Praha: Paseka, 2017, ISBN 978-80-7432-849-7. Kniha získala cenu Magnesia Litera za rok 2018.[9] Vyšla také jako audiokniha, kterou načetli Jiří Dvořák a Ivan Trojan, Audiotéka, 2018.
- Neztratit se sama sobě, rozhovor se Zuzanou Čaputovou, 2024